# Brøndby IF
O Brøndby IF (nome completo: Brøndbyernes Idrætsforening, Brøndby ou simplesmente BIF) é um clube de futebol sediado no subúrbio ocidental de Copenhague, na Dinamarca.
Fundado em 3 de dezembro de 1964, conquistou 10 títulos do Campeonato Dinamarquês de Futebol e 5 títulos da Copa da Dinamarca. É o melhor clube dinamarquês na história das competições europeias, sendo o primeiro a disputar a Liga dos Campeões da UEFA e chegando a uma Semi-Final da Copa da UEFA.

## Competições

### Nacionais
- Campeonato Dinamarquês de Futebol: 11 vezes (1985, 1987, 1988, 1990, 1991, 1995/96, 1996/97, 1997/98, 2001/02,  2004/05 e 2020/21).
- Vice-Campeonato Dinamarquês de Futebol: 9 vezes (1986, 1989, 1994/95, 1998/99, 1999/00, 2000/01, 2002/03, 2003/04 e 2005/06).
- Copa da Dinamarca: 7 vezes (1988/89, 1993/94, 1997/98, 2002/03, 2004/05, 2007/08 e 2017/18).
- Copa da Dinamarca: 2 vezes (1987/88 e 1995/96).
- Supercopa da Dinamarca: 4 vezes (1994, 1996, 1997 e 2002).
- Copa da Liga Dinamarquesa: 2 vezes (2005 e 2006).

### Retrospecto em competições Internacionais
- Copa Europeia/Liga dos Campeões da UEFA

Participações: 6
Melhor Desempenho: Quartas de Final 1986-1987
- Copa da UEFA

Participações: 12
Melhor Desempenho: Semi Final 1991

## Elenco
Última atualização: 27 de março de 2025.